# Joanna Alfaro
Joanna Alfaro Shigueto (Lima) es una bióloga dedicada al estudio de la biodiversidad marina, la gestión sostenible de recursos naturales y las pesquerías artesanales. Es investigadora titular de la Universidad Científica del Sur, en donde también es docente de la carrera de Biología Marina.

## Biografía

### Primeros años y educación
Alfaro nació en la ciudad de Lima. Su interés por la biología se despertó durante su infancia, a través de visitas a la Playa La Herradura y la influencia de su profesora de biología quien la motivó a seguir una carrera científica.
Estudió biología en la Universidad Ricardo Palma. Desde el inicio de su formación universitaria, mostró un marcado interés por los ecosistemas marinos, orientando su carrera hacia la investigación y conservación de la biodiversidad marina. Obtuvo el grado de Doctora en Filosofía de la Universidad de Exeter (Reino Unido) en 2012.

### Carrera
En 1995, Alfaro inició su carrera en el Instituto de Mar del Perú (IMARPE) desempeñándose como coordinadora del programa de cruceros para el estudio de mamíferos marinos, cargo que ocupó hasta 1997.
En 2001, cofundó la ONG ProDelphinus, dedicada a la investigación y conservación de la megafauna marina en el Perú.
Desde 2008, además de continuar su labor en ProDelphinus, se desempeña como investigadora y docente en la Universidad Científica del Sur, donde forma parte del Grupo de Investigación en Aves Marinas y ha contribuido con numerosas publicaciones científicas.

## Obras
Joanna Alfaro, ha publicado cerca de 150 trabajos científicos. Entre sus publicaciones destacan la coautoría de la Guía de identificación de picos de algunas especies de cefalópodos obtenidos en el mar Peruano, una guía básica de campo para biólogos marinos, así como guías de buenas prácticas para la manipulación y liberación de fauna marina atrapada incidentalmente en redes de cerco y un manual de atención veterinaria básica para tortugas marinas varadas.
Sus investigaciones incluyen el análisis genético de pescados servidos en cevicherías de Lima, revelando un alto porcentaje de etiquetado incorrecto y posible fraude en la comercialización de productos marinos. Recientemente, identificó las especies más afectadas por la pesca incidental en el Perú, como los delfines oscuros, los cormoranes guanay y rayas águila, resaltando la urgencia de abordar este problema para proteger la megafauna marina y asegurar la sostenibilidad de los recursos pesqueros.
Alfaro también ha abogado por una mayor participación de las mujeres en la ciencia. Sus reflexiones han sido recogidas en entrevistas y publicaciones como Mujeres en el Bicentenario: Mujeres en el conocimiento.

## Premios y reconocimientos
- En 2012, recibió el Premio Whitley Fund for Nature, por su trabajo en conservación de la biodiversidad marina.[15][16]
- En 2015, obtuvo el premio Marsh Award- Leadership in Conservation for Latin America, por su liderazgo en conservación marina y formación de jóvenes investigadores.[17][16]
- En 2020, fue acreedora del premio Carlos Ponce "Artífice de la Conservación".[18][16]
- En el 2021, obtuvo el reconocimiento del Consejo Nacional de Ciencia, Tecnología e Innovación en el libro "Científicas del Perú: 24 historias por descubrir"[19]
- En 2022 fue nominada al premio Concytec- L'Oreal - Unesco 'Por las Mujeres en la Ciencia', en la categoría de Excelencia Científica.[20]